# Círculo central (programa de televisión)
Círculo central, es un programa deportivo de televisión chileno transmitido por primera vez durante la década de 1990 por La Red. Se trata de un espacio icónico estrenado en los años 1990, por donde pasaron figuras como Elías Figueroa, Eduardo Bonvallet y Luis Santibáñez.
El 6 de septiembre de 2020, el programa regresó a la pantalla, siendo transmitido los días domingos a las 23:00 horas y 24:00 horas desde enero de 2021, con las participaciones de Cristian Arcos y Jorge Hevia Cristino.
En 2022 el programa pasó a TV+ con la conducción de Mauricio Israel, Felipe Bianchi y Marco Sotomayor. La nueva etapa se estrenó el 6 de marzo de 2022 y es emitido los domingos a las 22:00.